# Charlene Morett
Charlene Frances Morett (Darby, Pensilvania, 5 de diciembre de 1957) es una exjugadora estadounidense de hockey sobre césped.

## Trayectoria
Morett tuvo su debut olímpico en Los Ángeles 1984. En los Juegos Olímpicos realizados en su país derrotó, en el partido por el tercer puesto, a Australia y obtuvo la primera medalla de bronce para su país.